# Vitali Alxasov
Vitali Alxasov (17 luglio 1966) è un ex calciatore azero, fino al 1991 sovietico, di ruolo difensore.

## Carriera

### Club
Dopo aver giocato nelle prime tre serie dell'allora Unione Sovietica, dal 1993 al 1996 gioca nella seconda del campionato russo con la Dinamo-Gazovik Tyumen e nella terza serie con l'Irtysh Tobolsk.

### Nazionale
Ha giocato la sua unica partita con la Nazionale azera nel 1994.